# Sergels torg

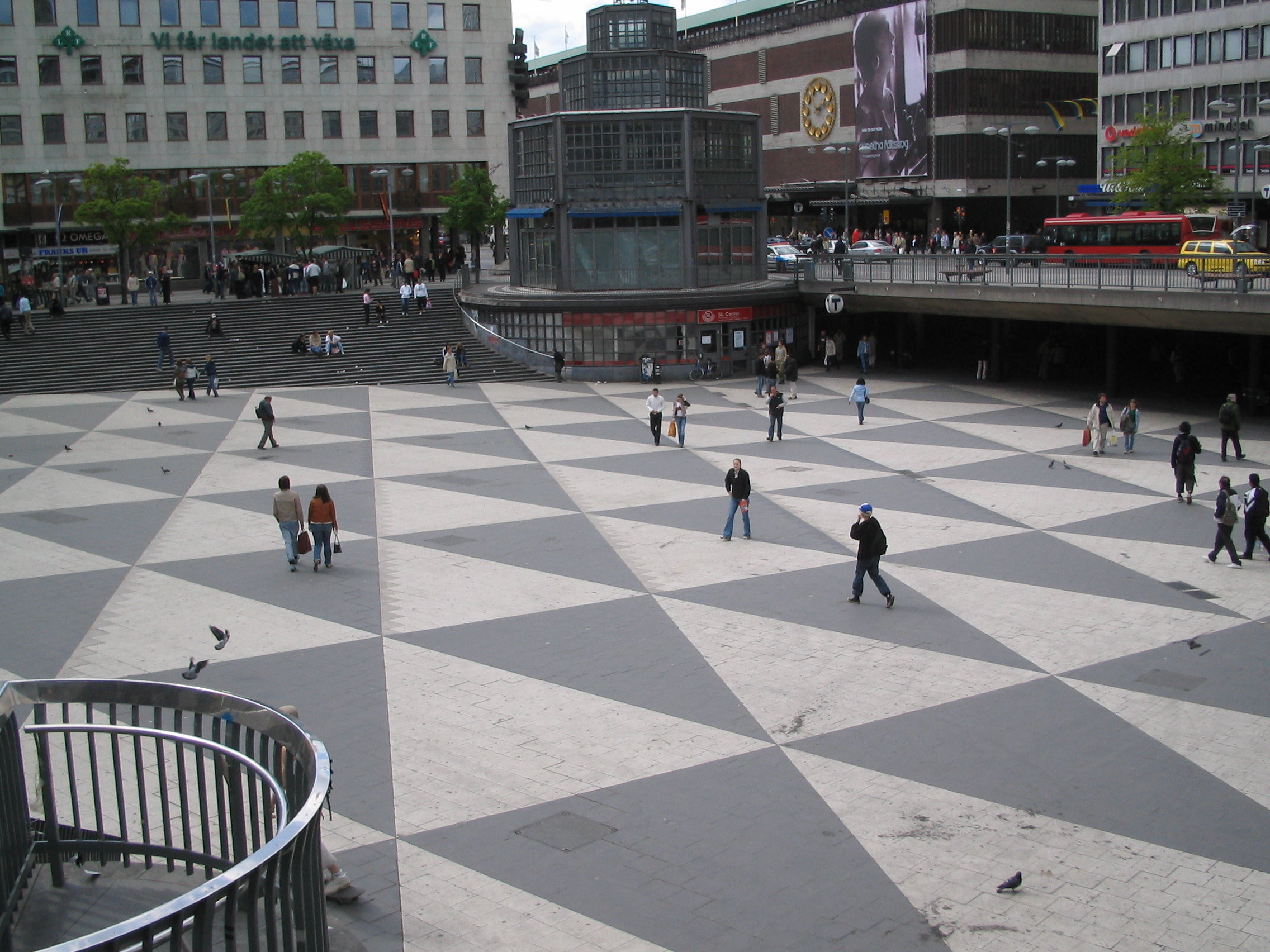
Sergels torg

A Sergels torg egy közismert tér Stockholm központjában, amelyet a 18. században élt Johan Tobias Sergelről neveztek el.
Sok mindenről ismert: innen indulnak a tüntetések és felvonulások és az érdekes elliptikus formájú körforgalmáról. A 37 méter magas üvegoszlop középen Kristall-vertikal accent-ként ismert, 1974-ben tervezte Edvin Öhrström. Köznyelven "üveg-obeliszk"-ként ismert csak.
A tér nyugati részén található egy pláza (Plattan),amely jelenleg a nagyszámú drogárus miatt ismert. A Plattan nyugati részén egy széles lépcső található, amely a Drottninggatanra vezet. Északra öt felhőkarcoló található. Délre található Stockholm kultúrháza.
Az észak felé tartó Svea utat eredetileg "Nemzeti Vásárút"-nak tervezték és elért volna a királyi palotáig, azonban pénz hiányában már a Sergels téren véget ér.